# Marlierea buxifolia
Marlierea buxifolia är en myrtenväxtart som beskrevs av Gerda Jane Hillegonda Amshoff. Marlierea buxifolia ingår i släktet Marlierea och familjen myrtenväxter. Inga underarter finns listade i Catalogue of Life.